# Plagigeyeria plagiostoma
Plagigeyeria plagiostoma – gatunek ślimaka z rzędu Littorinimorpha i rodziny źródlarkowatych.
Gatunek ten opisany został po raz pierwszy w 1914 roku przez Antoniego Józefa Wagnera pod nazwą Geyeria plagiostoma. Takson ten wyznaczony został gatunkiem typowym rodzaju. W 1930 roku John Read le Brockton Tomlin podał nową nazwę rodzaju, Plagigeyeria, jako że nazwa Geyeria okazała się być młodszym homonimem.
Ślimak ten osiąga 1,9 mm wysokości muszli. Cechuje się ona obecnością delikatnie zaznaczonych, silnie zbliżonych do siebie żeberek osiowych na teleokonsze i występowaniem blisko siebie rozmieszczonych żeberek spiralnych na protokonsze. Dołek osiowy jest otwarty. Kształt ujścia muszli jest owalny, wydłużony i lekko rozszerzony.
Mięczak ten zasiedla bentos źródeł. Należy do zdrapywaczy żerujących na peryfitonie.
Gatunek ten jest endemitem Bośni i Hercegowiny. Znany jest wyłącznie z miejsca typowego – krasowego źródła rzeki Bośni, położonego koło Ilidžy, na południe od Sarajewa, u podnóży masywów Igmana i Bjelašnicy. Jest to jeden z dwóch, obok Plagigeyeria inflata, najdalej na północny wschód występujących przedstawicieli rodzaju. Ślimak ten umieszczony został w Czerwonej księdze gatunków zagrożonych Międzynarodowej Unii Ochrony Przyrody jako gatunek o niedostatecznie rozpoznanym statusie (DD).